# 維亞澤姆斯基區

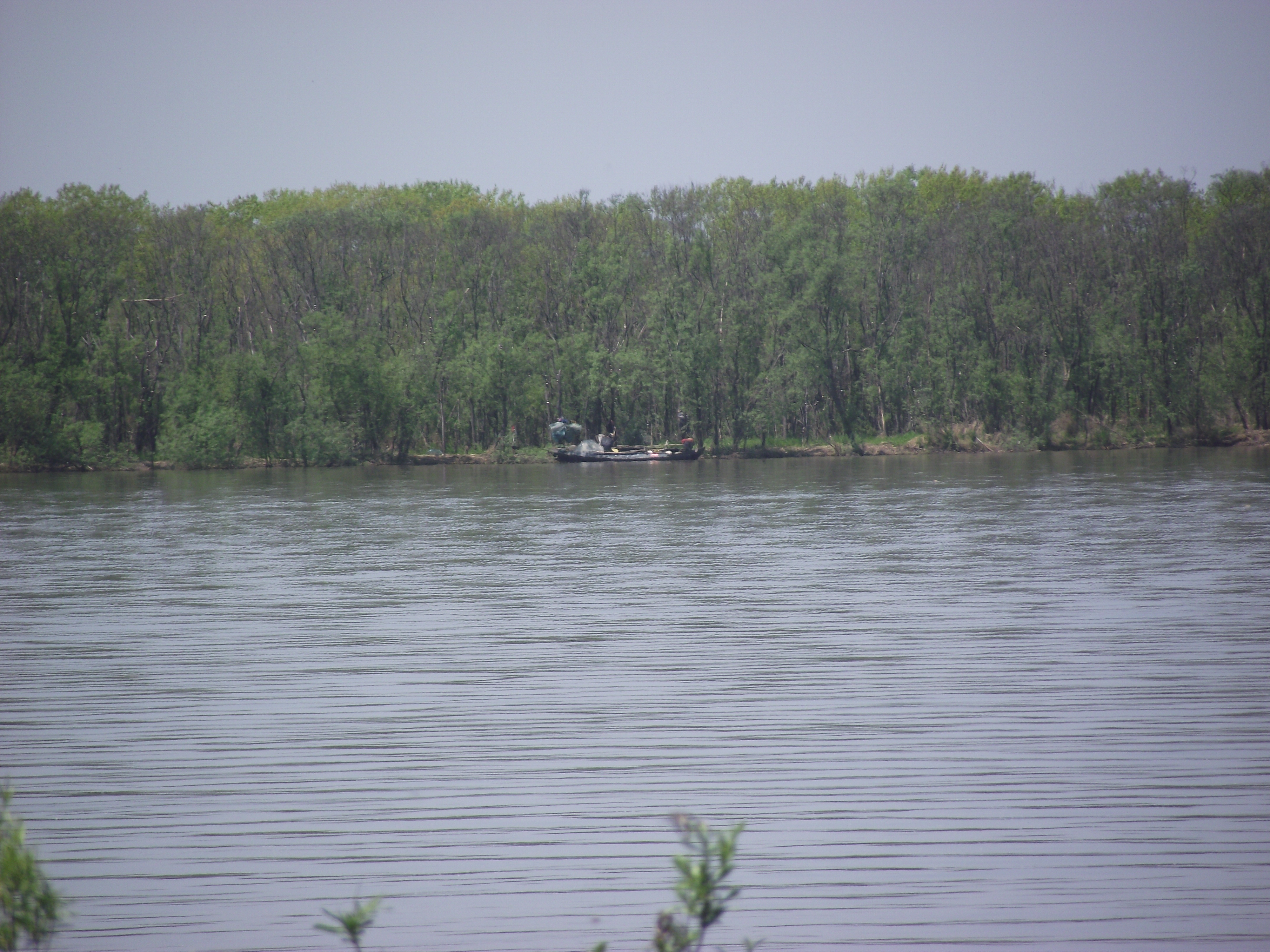

47°29′N 134°46′E / 47.483°N 134.767°E
維亞澤姆斯基區（俄语：Вяземский район），是俄羅斯的一個區，位於該國東部，由哈巴羅夫斯克邊疆區負責管轄，始建於1934年7月22日，面積4,318平方公里，2010年人口22,974，人口密度每平方公里5.32人。